# Осмиридий
Осмиридият (наричан още иридосмий) е природна сплав на осмий (до 48%) и иридий с малки количества платина, родий и рутений. Сплавта е твърда и устойчива на корозия. Осмиридият намира приложение при изработване върховете на писци, хирургически инструменти и др.